# Acacia chamelensis
Acacia chamelensis é uma espécie de leguminosa do gênero Acacia, pertencente à família Fabaceae.